# Michael Kupfermann

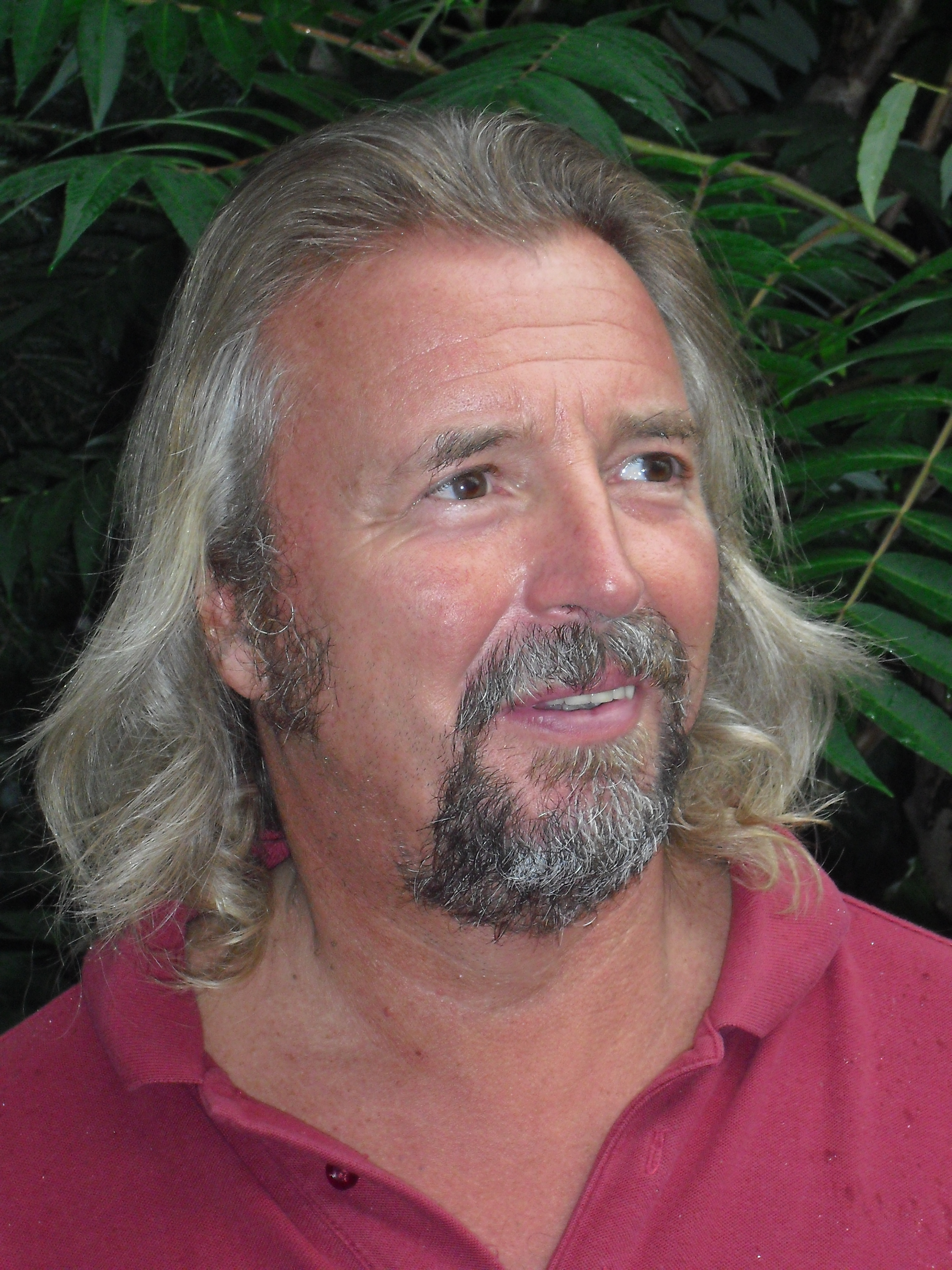
Michael Kupfermann (2010)

Michael Kupfermann (* 23. Februar 1954 in Kiel) ist ein deutscher Künstler und Schriftsteller.

## Bildung
Ab 1971 absolvierte Michael Kupfermann eine Ausbildung als Theaterfotograf in Kiel und besuchte die dortige Fachhochschule für experimentelle Fotografie und Grafik. Von 1977 an absolvierte Michael Kupfermann ein Studium der Malerei und Grafik an der Kunsthochschule Ottersberg. Seit 1981 ist Michael Kupfermann als freischaffender Künstler tätig.

## Werke
Michael Kupfermanns Grafiken und malerische Arbeiten befinden sich in öffentlichen und privaten Kunstsammlungen und werden durch zahlreiche Galerien vertreten.

## Auszeichnungen
- Surreale Landschaft des Landes Schleswig-Holstein.
- Kunstpreis Radierungen des Landes Rheinland-Pfalz.
- Publikumspreis Gemäldeausstellung Flecken Ottersberg.

## Illustrationen
- Vision Quest, Kalender mit 13 großformatigen Abbildungen, Historika Vlg. Hamburg 1993.
- Yesterday, Grafikmappe von Michael Kupfermann und Tony Sheridan, Edition R. de Bernardi Aachen 1995.

## Musik
- Michael Kupfermann mit dem Musik-Projekt WISE SPIRITS PROJECT, Audio-CD Over the Rainbow, Dein Ton Kiel 2010.
- Michael Kupfermann mit dem Musik-Projekt WISE SPIRITS PROJECT, 2. Audio-CD GETTING MORE, CD-Kleinauflage Alsfeld 2019.